# المعتقلون المصريون في غوانتانامو
اعتقلت الولايات المتحدة ثمانية مواطنين مصريين في معتقل غوانتانامو. بينما عدد المعتقلين الكلي هو 779 معتقل إداريًا خارج نطاق القضاء في معتقل غوانتانامو الأمريكي في كوبا منذ فتح معسكرات الاعتقال في 11 يناير 2002، وانخفص العدد إلى 160 تقريبًا في ديسمبر 2013.
في 24 فبراير 2010، ذكرت صحيفة ميامي هيرالد أن ألبانيا قبلت استقبال ثلاثة من المعتقلين المصريين على أراضيها بعد الإفراج عنهم، وهم: شريف فتحي المشد، وصالح بن هادي الساسي، ورؤوف عمر محمد، وآخر تونسي وليبي. ولكنها لن تسمح لهم بمغادرة ألبانيا.

## القائمة
| رقم الاعتقال | الاسم                               | الصورة | تاريخ الاعتقال | تاريخ إطلاق السراح | ملاحظات |
| ------------ | ----------------------------------- | ------ | -------------- | ------------------ | --- |
| 190          | شريف فتحي المشد                     |        | 2002-05-01     | 2012-02-25         | تم نقله إلى ألبانيا في فبراير 2010 بعد أن قضى ما يقرب من ثماني سنوات في غوانتانامو. |
| 287          | سامي عبد العزيز سالم الليثي الكناني |        | 2002-02-11     | 2005-09-30         | أصيب بالشلل داخل المعتقل. |
| 369          | عادل الجزار                         |        | 2002-01-20     | 2010-01            | بعد قضائه حوالي ثماني سنوات في غوانتانامو، تم نقله إلى سلوفاكيا في يناير 2010. وفي يونيو، أعلن عن نيته عن الإضراب عن الطعام احتجاجًا على الأوضاع هناك. تم الإفراج عنه في يونيو 2011، وقامت السلطات المصرية بالقبض عليه واعتقاله في سجن طرة.                       |
| 535          | طارق السواح                         |        | 2002-05-05     | 2016-01-26         | كان طارق السواح من المقاتلين العرب الذين قاتلوا في حرب البوسنة خلال تفكك يوغوسلافيا. تم إطلاق سراحه بعدما أعربت البوسنة والهرسك عن استعدادها لاستقباله على أراضيها.                                                                                              |
| 661          | ممدوح حبيب                          |        | 2002-05-03     | 2005-01-17         | أسترالي ولد في مصر، ثبتت براءته وعاد إلى أستراليا بعد أن قضى عدة سنوات في غوانتانامو. |
| 663          | فضل رضا الوليلي                     |        | 2002-06-07     | 2003-07-01         | حسب البي بي سي أن ظل في غوانتانامو حتى 19 نوفمبر 2004. وفي 28 مارس 2008؛ قالت صحيفة الأهرام المصرية أن فضل تم إطلاق سراحه منذ 3 سنوات، ولكن لا توجد معلومات عن مكانه الآن. وفي 26 نوفمبر 2008 قالت وزارة الدفاع الأمريكية أنه قد تم إطلاق سراحه في 1 يوليو 2003. |
| 716          | علاء محمد سليم                      |        | 2002-08-05     | 2006-11-17         | تم عدم اعتباره عدو مقاتل. وافقت حكومة ألبانيا على السماح باستقباله أراضيها، وتم نقله إلى مركز للاجئين هناك في 17 نوفمبر 2006. |